# Studio !K7
Studio !K7 – niemiecka niezależna wytwórnia płytowa, założona w 1985 roku przez Horsta Weidenmüllera, specjalizująca się w elektronicznej muzyce tanecznej. Wydawała lub wydaje płyty takich wykonawców jak: Kruder & Dorfmeister, The Herbaliser, Vikter Duplaix, Tosca, Chromeo, Matthew Herbert, Thievery Corporation, Boozoo Bajou, Tricky czy Ladytron. Znana z serii wydawniczej DJ-Kicks. Obecnie (2023) jako !K7 Music ma regionalne biura w Berlinie, Londynie i Nowym Jorku. Ma sześć własnych wytwórni: !K7 Records, Strut Records, AUS, 7K!, Ever Records i Soul Bank Music.

## Historia

### Początki

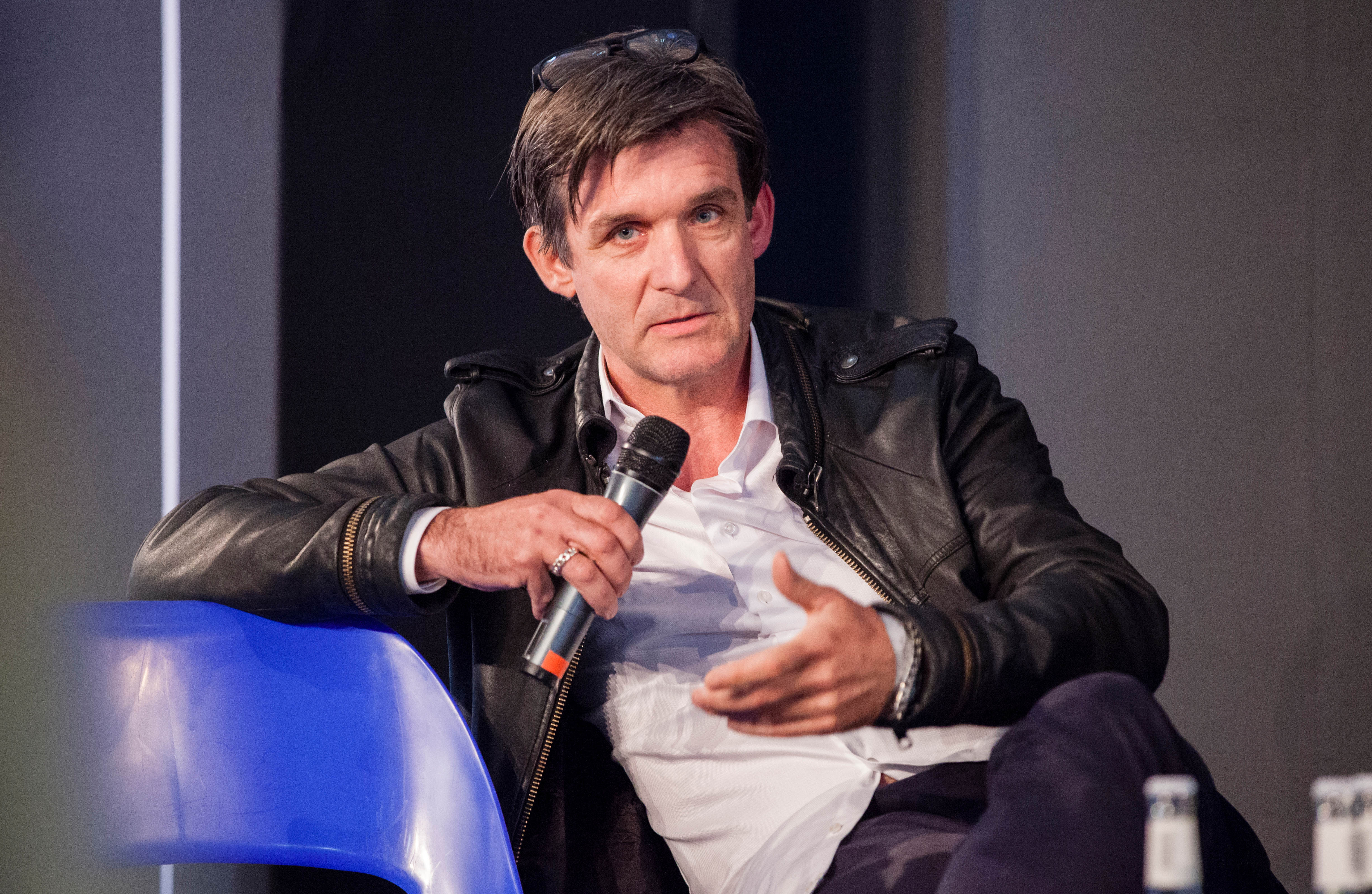
Horst Weidenmüller, założyciel Studio !K7

Studio !K7 założył w 1985 roku w Berlinie Horst Weidenmüller. Nazwa !K7 wzięła się od siedziby firmy przy Kaiserdamm 7. Głównym zajęciem Weidenmüllera było wówczas nagrywanie punkowych koncertów kamerami filmowymi. Filmy te były następnie wyświetlane w różnych kawiarniach, jak Café Swing na Nollendorfplatz. Takie kawiarnie z teledyskami istniały wówczas na całym świecie. I to właśnie tam Weidenmüller sprzedawał swoje materiały. !K7 współpracowała z niezależnymi artystami, takimi jak Nick Cave, Mudhoney i Einstürzende Neubauten. W 1993 roku, po wydaniu kilku albumów z serii X-Mix, rozpoczęła wydawanie pionierskiej serii miksów DJ-Kicks, która z biegiem czasu stała się jedną z najbardziej znanych serii tego typu na całym świecie.

### !K7 Records
W 1996 roku została założona wytwórnia !K7 Records, specjalizująca się w muzyce techno i house. Na początku wydała albumy takich twórców, jak: Nicolette, K-Hand, Nick Holder i Terrence Parker. Później rozpoczęła współpracę z G-Stone Recordings, wytwórnią duetu Kruder & Dorfmeister. Zaowocowało to w rezultacie wydawnictwami tego duetu oraz zespołów Tosca i Peace Orchestra. W kolejnych latach w katalogu wytwórni pojawili się tacy artyści jak: Smith & Mighty, Ian Simmonds, A Guy Called Gerald, Dani Siciliano, Rae & Christian, Kid Loco, Rockers Hi-Fi, Nightmares on Wax i Thievery Corporation. W wyniku ekspansji wytwórnia otworzyła swoje oddziały w Londynie i Nowym Jorku. W 2001 roku wytwórnia poszerzyła swoją ofertę muzyczną nawiązując współpracę z wytwórnią Strut Records. W kolejnych latach !K7 Records poszerzyła zakres swojej działalności uruchamiając dział usług dla swoich artystów i wytwórni, rozwijając własny międzynarodowy zespół ds. synchronizacji i licencjonowania oraz dział managementu artystycznego. W 2013 roku do grona partnerów !K7 dołączyła wytwórnia muzyki elektronicznej AUS, aby pomóc w rozwoju długoterminowych projektów artystycznych nowego pokolenia artystów i producentów elektronicznych.

### !K7 Music
W 2016 roku przekształcono !K7 Records w !K7 Music. Oprócz zarządzania nowy podmiot zaoferował artystom szereg innych usług, takich jak inwestycje finansowe, publikowanie, merchandising, księgowość i licencjonowanie, a także globalny marketing i strategię mediów społecznościowych. W skład zarządu (!K7 Management) weszli: Tricky, Mykki Blanco, DJ Tennis, Brandt Brauer Frick, Marquis Hawkes, Portable i Luca D’Alberto. W grudniu tego samego roku !K7 uruchomiła nowe centrum dla projektów „neoklasycznych” o nazwie 7K!, obejmujące nowe usługi wytwórni w zakresie synchronizacji i zarządzania.
Jesienią 2017 roku !K7 Music na mocy umowy z Warner Music Group i Merlin/IMPALA nabyła aktywa Parlophone Label Group. Zapowiedziała jednocześnie, że za pośrednictwem swojej wytwórni Strut Records będzie kuratorem długoterminowej serii projektów obejmujących nowo nabyte nagrania.
W 2020 roku uruchomiono wytwórnię Soul Bank Music, mającą specjalizować się w takich gatunkach jak jazz, soul, disco, funk oraz w muzyce afrykańskiej i latynoskiej (w tym brazylijskiej.
We wrześniu 2020 roku !K7 zawarła umowę z australijską wytwórnią Soothsayer dotyczącą dystrybucji jej wydawnictw na terenie Wielkiej Brytanii i Europy.

## Artyści
Lista według Discogs:
- 2 Many DJ’s
- Actress
- Addictive TV
- Akase
- Erol Alkan
- Annie
- The Antlers
- Apparat
- Audion
- AUX 88
- Daniel Avery
- Francesca Belmonte
- Bjarki
- Mykki Blanco
- Bloc Party
- Bochum Welt
- Bomb the Bass
- Booka Shade
- Boozoo Bajou
- Brandt Brauer Frick
- Breach
- James Alexander Bright
- Martin Buttrich
- Kerri Chandler
- Chromeo
- Chicken Lips
- Cinthie
- Circlesquare
- Cobblestone Jazz
- Maya Jane Coles
- Carl Craig
- Da Damn Phreak Noize Phunk
- Daddy G
- Dâm-Funk
- Dave I.D.
- Matthew Dear
- Sean Deason
- Deetron
- Regina Demina
- Dena
- Marcel Dettmann
- Benjamin Diamond
- Digitalism
- Disclosure
- DJ Cam
- DJ Freshmelk
- DJ Holographic
- DJ Koze
- DJ Mitsu The Beats
- DJ Seinfeld
- DJ Spinna
- Dj Tennis
- Vikter Duplaix
- Jimmy Edgar
- Lars Eidinger
- Avalon Emerson
- Dominik Eulberg
- Fehlfarben
- Fetisch
- Fischerspooner
- Five Deez
- Four Tet
- Forest Swords
- Funkstörung
- Ghost Cauldron
- Jayda G
- The Glimmers
- Gold Panda
- Goose
- A Guy Called Gerald
- Peggy Gou
- Laurel Halo
- Kelli Hand
- The Herbaliser
- Matthew Herbert
- Hercules and Love Affair
- Beth Hirsch
- Nick Holder
- Robert Hood
- Hot Chip
- Hundred Waters
- Huxley
- Idris Ackamoor & The Pyramids
- Jackmaster
- Joakim
- Juan MacLean
- Kanaku Y El Tigre
- Kaos
- Katalyst
- Kemistry & Storm
- Kid Loco
- Kode9
- Koop
- Nina Kraviz
- Kruder & Dorfmeister
- Mike Ladd
- Jessy Lanza
- The Living Gods Of Haiti
- Mirko Loko
- Lone
- Maceo Plex
- Niko Marks
- Mavis
- Michael Mayer
- Milosh
- Moodymann
- Motor City Drum Ensemble
- Mount Kimbie
- Mr. Scruff
- Mudhoney
- Mugwump
- Nadeah & Beki
- Kazuya Nagaya
- Neve Naive
- New Look
- Nicolette
- Nightmares on Wax
- Nouvelle Vague
- Out Hud
- Erlend Øye
- Peace Orchestra
- Ewan Pearson
- Photek
- Playgroup
- Quiet Village
- Stéphane Pompougnac
- Portable
- Princess Superstar
- Christian Prommer
- Tomat Petrella
- Stacey Pullen
- Rae & Christian
- Recloose
- Rockers Hi-Fi
- Ursula Rucker
- Will Saul
- Sasha
- Henrik Schwarz
- Scuba
- Shantel
- Dani Siciliano
- Ian Simmonds
- Skalpel
- Smith & Mighty
- The Souljazz Orchestra
- Soul Clap
- Spacek
- Special Request
- Stereo MC’s
- Stereotyp
- Sun Ra
- The Sun Ra Arkestra
- Sunburst
- Swayzak
- John Talabot
- Terranova
- Terrence Parker
- Thievery Corporation
- Pat Thomas & Kwashibu Area Band
- Tiga
- Tomat Petrella
- Tosca
- Tricky
- Trüby Trio
- Seth Troxler
- Underworld i The Misterons
- Gez Varley
- Voom:Voom
- Leon Vynehall
- Wamdue Kids
- Waajeed
- When Saints Go Machine
- Kamaal Williams
- Claude Young
- Xinobi
- Earl Zinger